# Саде, Яаков
Яаков Саде (ивр. יעקב שדה‎) — израильский врач-оториноларинголог, профессор Тель-Авивского университета, известный отохирург.
Яаков Саде родился в 1925 году в Берлине в семье выходцев из Каунаса, Литва.
В 1930-е годы его семья эмигрировала в Палестину. Отец, Наум Саде-Садовский, становится одним из пионеров оториноларингологии в зарождающейся стране (Государство Израиль). В 1947 году, после поездки в Нью-Йорк, Наум Саде-Садовский демонстрирует слухоулучшающую операцию в Тель-Авиве.
Яаков Саде в 1943 году окончил гимназию «Герцлия» в Тель-Авиве. Далее два года изучал биологию в Еврейском университете в Иерусалиме (с 1943 по 1945 годы). Медицинское образование продолжил в Женевском университете, который окончил в 1951 году. В течение трёх лет проходил ординатуру в центре уха и глаза Гарвардской медицинской школы в Массачусетсе (США), а после, в качестве научного сотрудника, проработал в Университете Вашингтона в Сент-Луисе.
После этого вернулся в Израиль. Работал сначала в Медицинском центре имени Хаима Шибы, центре «Ха-Эмек», Афула, затем в больнице Меир, Кфар-Сава.
Саде преподавал в Еврейском университете в Иерусалиме, Институте Вейцмана, где с физиком Аароном Кациром проводил исследования по отологии. В 1975 году становится профессором Тель-Авивского университета. Область его научных интересов прежде всего: воспалительные заболевания уха, хирургия холестеатомы, лицевого нерва, исследования органа слуха и равновесия, микрохирургия среднего уха.

## Некоторые публикации
- Sade J. Ossiculoplasty bone and couplers. In: Babighian G., Vedman J.E. Transplants and implants in otology. Amsterdam: Kugler, 1987. P.119-128;
- Sade J. Secretory otitis media and its sequelae. New York: Churchill-Livingstone, P.1979;
- Sade J., Berco E. Atelectasis and secretory otitis media. Ann. Otol. Rhinol. Laryngol. 1976. 85 (suppl.25). P.66-72.